# زملول قرصي
زملول قرصي (الاسم العلمي:Exobasidium discoideum) هو نوع من الفطريات يتبع جنس الزملول من الفصيلة الزملولية.